# Prodidomus
Prodidomus là một chi nhện trong họ Gnaphosidae.